# Талас (река)
Талас (на киргизки: Талас дарыя; на казахски: Талас; на руски: Талас) е река в Северозападен Киргизстан (Таласка област) и Южен Казахстан (Жамбълска област и Туркестанска област), губеща се в пустинята Мойънкум. Дължина – 661 km. Площ на водосборния басейн – 52 700 km² (в т.ч. планинската част – 9240 km²).
Река Талас се образува от сливането на двете съставящи я реки Учкошой (лява съставяща) и Каракол (дясна съставяща), водещи началото си съответно от хребетите Таласки Алатау и Киргизки, на 1497 m н.в., в източната част на Таласката долина, при село Чатбазар (Таласка област). След образуването си, на протежение от близо 90 km река Талас тече в западна посока през Таласката долина, след което завива на север, проломява най-западната част на Киргизкия хребет, пресича киргизко-казахстанската граница и навлиза в казахските степи. След преминаването си през град Тараз продължава в пясъците на пустинята Мойънкум, където водата ѝ силно намалява. След село Саръбулак завива на северозапад и запад, а след село Тогузкем окончателно пресъхва и само през отделни години и при много високи води достига до временните езера Откелбай (в източната част на Туркестанска област), където напълно изчезва. Притоци получава само в горното си течение: Чирканак, Колба, Бешташ, Уршарал, Кюмюштак, Карабура (леви); Батсмачал (десен). Има предимно ледниково-снежно подхранване. Пълноводието ѝ продължава от края на април до началото на септември. Среден годишен отток в горното течение, на 555 km от устието 15,7 km³/s, при град Тараз, на 444 km от устието 27,4 km³/s. Замръзва през декември, а се размразява през март, но ледовите явления не са ежегодни. При проломът ѝ през Киргизкия хребет е изградено Кировското водохранилище, чрез което се регулира годишният ѝ отток. В средното течение водите ѝ се използват за напояване. На река Талас в Таласка област на Киргизстан са разположени град Талас и районния център село Къзъладър, а в Казахстан – областният център на Жамбълска област град Тараз.
В битката при Талас през 751 г., обединените сили на араби, киргизи и непалци побеждават китайците от династията Тан, възпирайки по-нататъшното им проникване на запад, и научават тайната на производството на хартия.

## Топографска карта
- К-42-Б М 1:500000[2]
- К-43-А М 1:500000[3]